# Andrej Kiviljov
Andrej Kiviljov (født 20. september 1973, død 12. marts 2003) var en professionel cykelrytter fra Kasakhstan.
Den 11. marts 2003 kørte Kiviljov 2. etape af Paris-Nice mellem La Clayette og Saint-Étienne. Ca. 40 kilometer fra målet kolliderede Kiviljov med sin polske holdkammerat Marek Rutkiewicz og tyske Volker Ordowski. Rutkiewicz og Ordowski kom ikke alvorligt til skade og kørte i mål, men Kiviljov faldt af sin cykel og rejste sig ikke op. Han kom på hospitalet, hvor han blev diagnosticeret med alvorlige kraniebrud og to brækkede ribben. Hans tilstand blev forværret over natten, og Kiviljov døde af sine skader kl.10:00 den 12. marts 2003.